# Vale de Sidim
Vale de Sidim - vale das grandes planícies, "que é o mar salgado" (Gênesis 14:3, 8, 10), entre En-Gedi e as cidades da planície, ao extremo sul do Mar morto. Ele era "cheio de poços de betume" (R.V., "poços de betume"). Neste lugar, Quedorlaomer e os reis confederados derrubaram os reis de Sodoma e as cidades da planície na Batalha do Vale de Sidim. Deus posteriormente, por conta da maldade, de Sodoma e Gomorra as destruiu segundo relato biblico.
"destruiu essas cidades e toda a planície e todos os habitantes das cidades" e da fumaça de sua destruição "subiu como fumaça de uma fornalha" (Gênesis 19:24-28), e era visível de Manre, onde Abraão habitou.
No entanto, alguns alegam que as "cidades da planície" ficavam em algum lugar ao norte do Mar Morto. (Ver Sodoma)